# STS–54

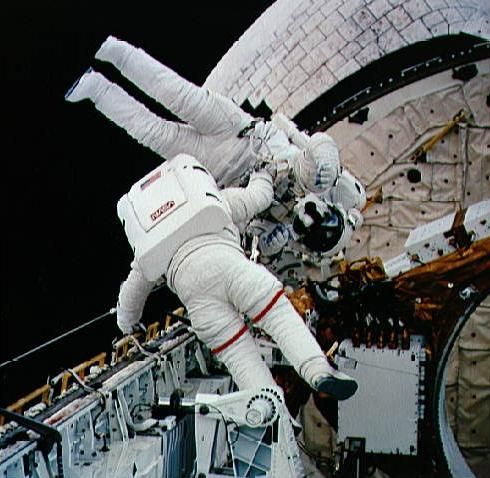
Harbaugh és Runco az űrsétán

Az STS–54 az amerikai űrrepülőgép-program 53., az Endeavour űrrepülőgép 3. repülése.

## Jellemzői
A beépített kanadai Canadarm (RMS) manipulátor kart 50 méter kinyúlást biztosított (műholdak indítás/elfogása, külső munkák [kutatás, szerelések], hővédőpajzs külső ellenőrzése) a műszaki szolgálat teljesítéséhez.

### Első nap
1993. január 13-án a szilárd hajtóanyagú gyorsítórakéták, Solid Rocket Booster (SRB) segítségével Floridából, a Cape Canaveral (KSC) Kennedy Űrközpontból, a LC39–B (LC–Launch Complex) jelű indítóállványról emelkedett a magasba. Az orbitális pályája 90,6 perces, 28,5 fokos hajlásszögű, elliptikus pálya perigeuma 302 kilométer, az apogeuma 309 kilométer volt. Felszálló tömeg indításkor 117 600 kilogramm, leszálló tömeg 92 988 kilogramm. Szállított hasznos teher 18 559 kilogramm

## Hasznos teher
1. Diffuse X-ray Spectrometer (DXS) – röntgenspektrométer, a kozmikus röntgenforrásokat, a kozmikus teret vizsgálta.
2. Cromoszóma and Plant Cell Division in Space Experiment (CHROMEX) – rövid életciklus (45 nap) növényi szaporodás vizsgálata, hat Plant Growth Unit (PGU) zárt rendszerben.
3. Commercial Generic Bioprocessing Apparatus (CGBA) – kereskedelmi megrendelésre 28 különböző orvos biológiai, gyógyszergyártási, ökológiai életfenntartó rendszer (CELSS), mezőgazdasági kísérletek végzése.
4. Physiological and Anatomical Rodent Experiment (PARE.02) – rágcsálókon fiziológiai és anatómiai kísérletek végzése, ellenőrizve a rövid mikrogravitációs hatótényezőket.
5. Solid Surface Combustion Experiment (SSCE) – égési kísérletek végzése egy zárt egységben. Tanulmányozták a láng életét, fizikai és kémiai mechanizmusait.
6. Space Acceleration Measurement Equipment (SAMS) – mérték és rögzítették a környezet (kutatási terület) mikrogravitációs gyorsulás változásait.

### Műhold
A tehertérben rögzített kommunikációs műholdakat a Canadarm (RMS) manipulátor kar segítségével pályairányba állították. A műhold pályairányba állítását követően az űrrepülőgép 13-16 kilométerre eltávolodott. A műholdat a 60 perc múlva, a kétfokozatú, automatikusan induló IUS–13 főmotor sikeresen megemelte, majd a második fokozat geoszinkron pályába helyezte.

#### TRDS–6
Kommunikációs műholdat építette a TRW Space and Defense Systems (Redondo Beach). Az üzemeltető a NASA Goddard Contel Space Flight Center (GSFC).  Az űreszközt a NASA az űrrepülőgépek (Mir, Nemzetközi Űrállomás) követésére és nagy adatátviteli sebességgel adataik továbbításra használta.
Az űregység társait, az TDR–1-et az STS–6, a TDR–2 a Challenger-katasztrófában elveszett, a TDR–3-at a STS–26, a TDR–4-et az STS–29, a TDR–5-öt az STS–43 segítette pályairányba állítani.
Űrobjektum megnevezései: Tracking and Data Relay Satellite (COSPAR ID); TDR–6 (1993-003B); TDR–F. Kódjele: SSC 22314.
A kiépített teljes rendszer egy központi fekvésű űreszközhöz kapcsolva, az egyenlítő fölé helyezve, egymástól 130 fokban állomásoztatták. A telepített követő- adattovábbító űreszközök a Föld körül keringő (egyszerre 26  űreszközt) űrrepülőgépet, az ISS-t követte, adat továbbítást biztosított (felfelé/lefelé). A műholdak pályája 85-100 százalékban lefedte az űrhajók, az űrállomás pályáját. Az űreszköz három modulból (egységesített rendszer) van összeállítva. Műhold stabilizátor, antenna és napelem modulból tevődik össze. Nincs jelfeldolgozás (hosszabb élettartam), azonnali továbbítás történik a földi vevőállomások irányába.
Háromtengelyesen, mechanikusan stabilizált műhold, TDR típus, egy szabálytalan, hatszögletű alakú test. Magassága 6 méter, keresztirányú mérete 3 méter. A napelemek fesztávolsága 17,4 méter, teljesítmény 2 kW (aktív élete végén 1,7 kW). A villamosenergia-rendszer tartalmaz két újratölthető NiCd akkumulátort, melyek kapacitása 40 amperóra (Ah). Várható élettartama a pályán korlátlan (!), tervezett 10 év.
A kétfokozatú szilárd hajtóanyagú rakétatest automatikusan induló IUS–13 (Inerciális Upper Stage) főmotorja átmeneti geoszinkron pályába emelte, majd körülbelül 45 perc múlva az első szilárd rakéta motor levált. A második fokozat motorja sikeresen biztosította a geostacionárius pálya felvételét. Pályába állást követő 12 és fél óra múlva a rakétatest és a motoros rész levált a műholdról. Földi parancsra az antennák és napelemek felvették szolgálati pozíciójukat (kinyíltak, elrendeződtek). Az évek alatt (18 év) végrehajtott pályakorrekcióit 24 kémiai fúvóka és 6000 kilogramm kémiai hajtóanyag biztosította. Az orbitális pályája 1436,05 perces, 47 fokos hajlásszögű, elliptikus pálya perigeuma 35 781 kilométer, az apogeum a 35 791 kilométer volt. Súlya 2120 kilogramm.
Előző műhold a  TDR–5 (1991-054B ), a következő műhold a TDR–7 (1995-035B).

### Űrséták
Lábukkal, kezükkel szabadon mozogva egy sor feladatot hajtottak végre. Egyik helyről a másikba mentek, kisebb, nagyobb súlyokat fogva lépcsőt másztak. Különféle eszközöket alkalmaztak szereléshez.
(zárójelben a dátum és az időtartam)
- EVA 1: Harbaugh és Runco (1993. január 17., 4 óra 28 perc)

#### Ötödik nap
1993. január 19-én a Kennedy Űrközpontban (KSC), kiinduló bázisán szállt le. Összesen 5 napot, 23 órát, 38 percet és 17 másodpercet töltött a világűrben. 4 000 000 kilométert (2 500 000 mérföldet) repült, 96 alkalommal kerülte meg a Földet.

## Személyzet
(zárójelben a repülések száma az STS–54 küldetéssel együtt)
- John Casper (2), parancsnok
- Donald McMonagle (2), pilóta
- Mario Runco (2), küldetésfelelős
- Gregory Harbaugh (2), küldetésfelelős
- Susan Helms (1), küldetésfelelős

### Visszatérő személyzet
- John Howard Casper (2), parancsnok
- Donald Ray McMonagle (2), pilóta
- Mario Runco (2), küldetésfelelős
- Gregory Jordan Harbaugh (2), küldetésfelelős
- Susan Helms (1), küldetésfelelős